# 弗蘭蒂爾鎮區 (密蘇里州聖查爾斯縣)
弗蘭蒂爾鎮區（英語：Frontier Township）是位於美國密蘇里州聖查爾斯縣的一個行政鎮區。

## 地方資料
弗蘭蒂爾鎮區的面積為20.65平方千米，當中陸地面積為19.44平方千米，而水域面積為0.21平方千米。根據2020年美國人口普查的數據，當地共有人口24931人，而人口密度為每平方千米1,207.31人。